# Converxencia Galega
Converxencia Galega (Convergencia Gallega) es un partido político español de ámbito gallego de ideología nacionalista, que se autodefine a sí mismo como centrista, progresista en lo social y liberal en lo económico, europeísta, interclasista y confederalista. Se constituyó como partido el 24 de septiembre de 2010, en su primer congreso constituyente en Santiago de Compostela, a pesar de que las siglas de esta formación ya habían sido registradas en el Ministerio de Interior hace casi 20 años por una serie de catedráticos lucenses. El partido está constituido en su mayor parte por exmilitantes de Terra Galega, tras la escisión que este partido sufrió en 2010.
Su presidente es Xoan Gato, Presidente de la Cámara de Comercio de Ferrol.

## Resultados Electorales
| Elecciones                                | Votos | % (en galicia) | Concejal(s) |
| ----------------------------------------- | ----- | -------------- | ----------- |
| Elecciones municipales españolas de 2011. | 4.759 | 0.30           | 7           |
| Elecciones municipales españolas de 2015. | 2.901 | 0.20           | 7           |